# Michael Glykas
Michael Glykas (řecky: Μιχαὴλ Γλυκᾶς) (asi 1125 Korfu – 1204 Konstantinopol) byl byzantský historik, teolog, matematik, astronom a básník.
Z dochované literární tvorby je jeho stěžejním rozsáhlý historický spis Biblos chroniké (Letopisná kniha). Toto kronikářské dílo začíná stvořením světa a končí rokem 1118. Velký prostor je zde věnován teologickým a vědeckým záležitostem. Glykas je také autorem řady teologických spisů a dopisů zabývajících se teologickými otázkami.
Známá je také báseň s 15-slabičným veršem, kterou napsal v době svého uvěznění (1158/1159) na základě obvinění z pomluvy svého souseda. Přesná povaha jeho činu je neznámá, ale jeho trestem mělo být oslepení. Autor se v básni odvolává k císaři Manuelu I. Komnenovi a uvádí zde, že se do vězení dostal jako nevinný člověk. Báseň je považována za jedno z prvních děl moderní řecké literatury, protože obsahuje několik řeckých přísloví.